# Don Julio (restaurante)
Don Julio es un reconocido restaurante argentino ubicado en el barrio de  Palermo, Buenos Aires, emblema de la gastronomía argentina y famoso mundialmente por su excelencia en carnes rojas argentinas de alta calidad, cocinadas a la perfección en parrilla a leña. Su ambiente combina tradición y sofisticación, con paredes decoradas por botellas de vino firmadas por los comensales. 
En 2024 fue galardonado como el n.° 1 en el ranking de los 50 Mejores Restaurantes de América Latinay también lideró la lista de las 101 Mejores Casas de Carne del Mundo. Además, se posicionó como el único restaurante argentino en el ranking de los 50 Mejores Restaurantes del Mundo (N°10) y su propietario, Pablo Rivero, fue distinguido como el "Mejor Sommelier del Mundo" por la misma entidad.

## Historia
Fue fundado en 1998 por Pablo Rivero (20 años en aquel entonces y actual propietario)y su familia tras mudarse de Rosario a Buenos Aires. Residieron inicialmente sobre el local, un restaurante barrial en condiciones precarias,  gracias al apoyo de Julio Cogorno, amigo del padre de Pablo y referente del barrio, que les dio hospedaje arriba del local (en la calle Guatemala 4691, esquina con Gurruchaga) donde actualmente funciona Don Julio. Es justamente a este amigo al que hace referencia el nombre del restaurante.
En los primeros años Pablo atendía, su madre estaba en la caja y su abuela cocinaba. A pesar de las dificultades trabajaron con entusiasmo y lograron revitalizar el restaurante. Apostaron por el novillo pesado, una carne más sabrosa que había desaparecido del mercado argentino (reemplazada por la de ternerita, animal de entre ocho y doce meses de edad).

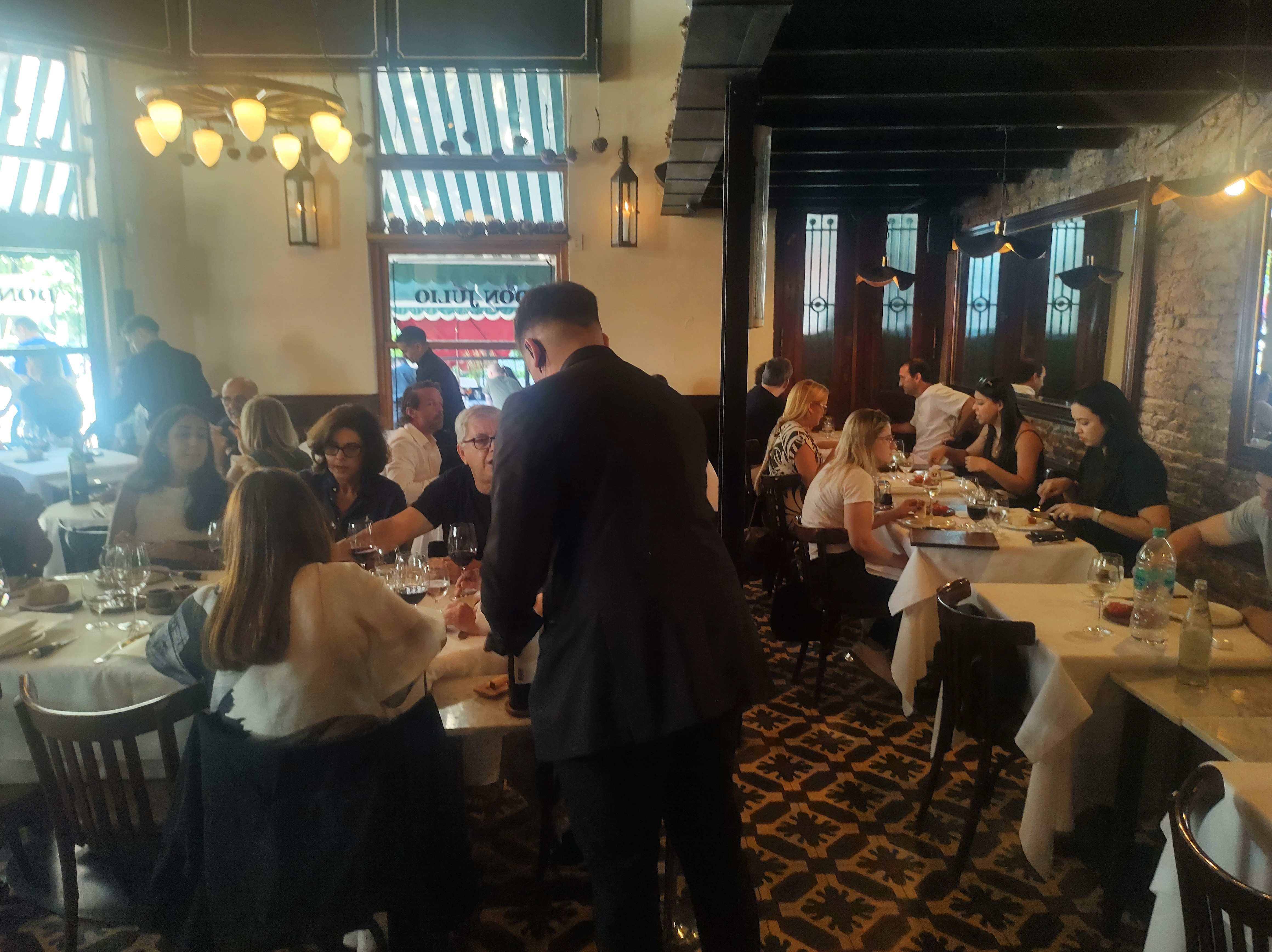
Salón interior

Con el tiempo, Pablo se formó como sommelier, lo que llevó a una selección de vinos única, incluyendo vinos añejos argentinos que antes no se destacaban. Incluso la Asociación Argentina de Sommeliers hacía reuniones en el local. Llegaron a acumular 2000 botellas de vino que iban desde la década de 1920 en adelante.
A partir de una nota de The Guardian en 2011, que lo eligió como el n.° 1 en la Argentina, Don Julio obtuvo reconocimiento internacional, lo que atrajo a medios y turistas.
En 2018 recibió el premio Arte de la Hospitalidad.
En 2024 se consagró como el n.° 1  en el ranking 2024 de los 50 Mejores Restaurantes de América Latina y obtuvo el primer puesto en la lista de las 101 Mejores Casas de Carne del Mundo. Por si fuera poco, en 2024, Don Julio se posicionó como el único restaurante argentino en el ranking de los 50 Mejores Restaurantes del Mundo, ocupando el puesto N°10, y además Pablo Rivero fue reconocido como el Mejor Sommelier del Mundo.
También abrieron a unos 50 metros la Casa Don Julio, una carnicería donde están las cámaras y donde se hace todo el trabajo de cocina, y en el sótano del restaurante armaron una cava con vinos de productores argentinos.
Celebridades de diferentes partes del mundo han pasado por el local, como el astro del fútbol Lionel Messi, la entonces canciller Angela Merkel, y el cantor Luis Miguel.

## Descripción

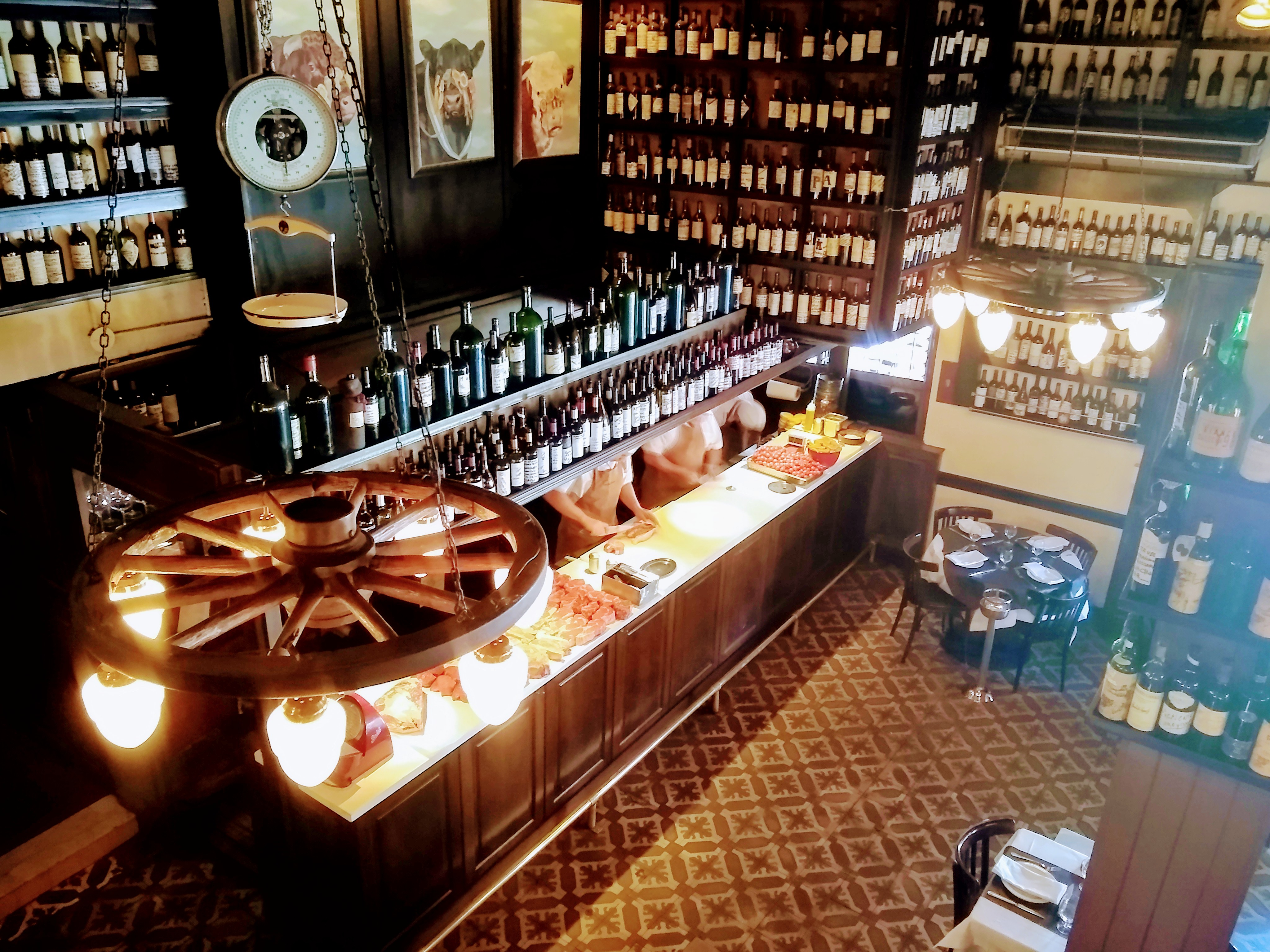
Los comensales pueden escribir mensajes en las etiquetas de las botellas de vinos que decoran las paredes.

Don Julio inició en lo que fue una precaria zona de Palermo que con el tiempo se transformó en un polo gastronómico. El comercio mantiene una relación cercana con los vecinos. Según su propietario, se trata de una parrilla popular, con un enfoque en la calidad, el servicio y la experiencia emocional: la gente viene a cuidarse y reponer el alma, no solo a comer, según las palabras de su propietario.

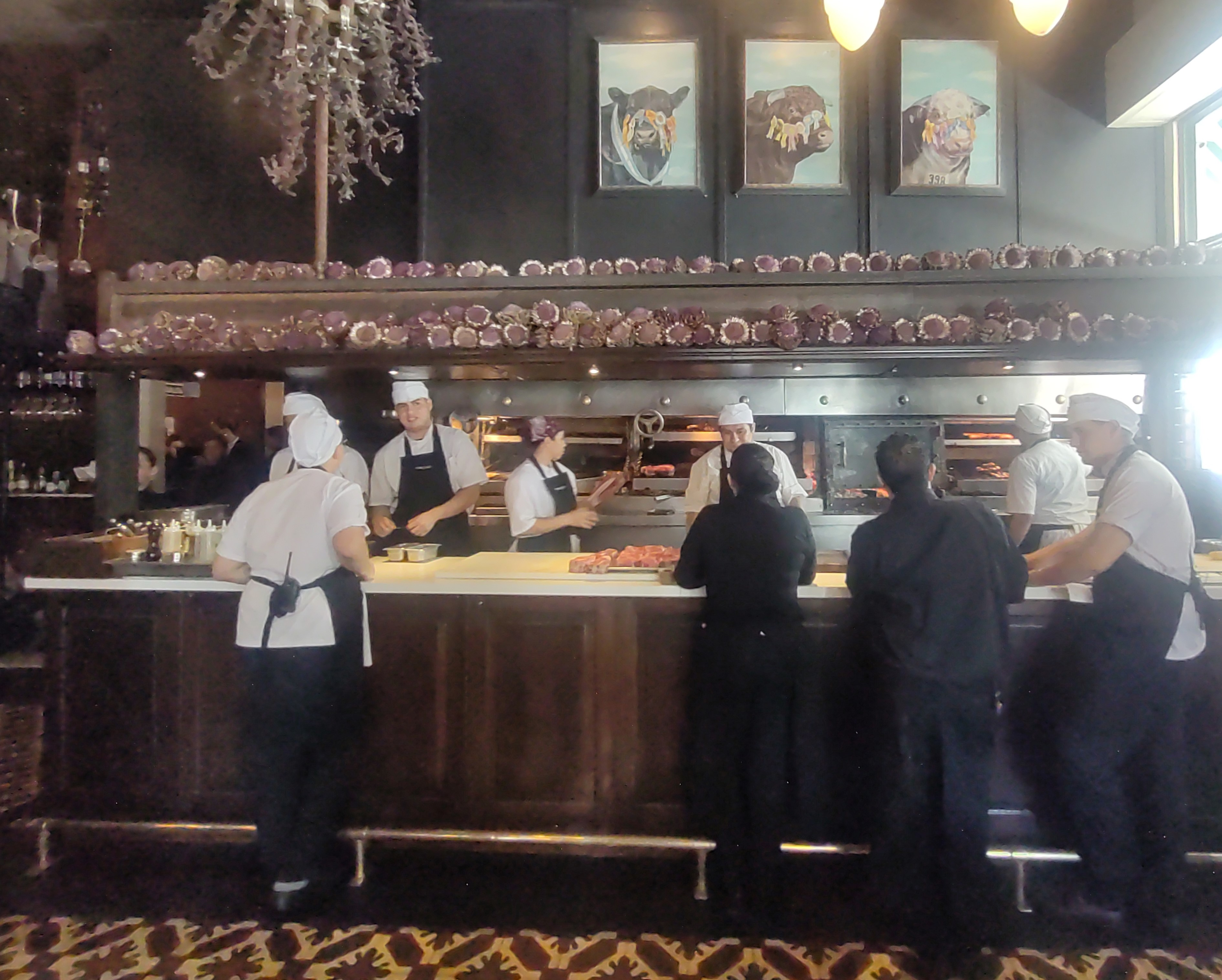
La parrilla

El salón es fundamental para la experiencia, ofreciendo calidez y atención al detalle, que es una de las características que destacaron los chefs internacionales de renombre, periodistas y viajeros gastronómicos que participaron del ranking de "Los mejores restaurantes de mundo": la cava del restaurante tiene más de 14.000 vinos de marcas argentinas. La colección está expuesta en líneas de botellas vacías emplazadas en las paredes del edificio del siglo XIX, convirtiendo un espacio rústico en un acogedor santuario de vinos. Comensales alrededor del mundo pueden dejar sus marcas personales firmando o escribiendo mensajes en las etiquetas de las botellas, agregaron.
En cuanto a la calidad de los productos, en materia de carne vacuna se priorizan novillos pesados, garantizando profundidad de sabor y calidad. Y en cuanto a los vinos, cuenta con una cava de 60.000 botellas, incluyendo etiquetas añejas argentinas.

## Filosofía y proyección
Don Julio trabaja en investigación con el Conicet sobre el proceso de maduración de la carne. Además, desarrolla un espacio productivo en Capilla del Señor para abastecerse de productos locales como huevos, corderos, queso y miel. Pablo Rivero se enfoca en representar y elevar la cocina popular argentina en el mundo.
Sobre el reconocimiento mundial que obtuvo en 2018 por la hospitalidad que reina en el local, Rivero aseguró: la clave de la hospitalidad es atender a los clientes como si estuvieran en tu casa. No como si fueran de la realeza, sino como a alguien que te gustaría recibir en tu hogar para convertirte así en responsable de su felicidad.